# Axel Löwen (1729–1802)
Axel Löwen, född 11 september 1729, död 16 oktober 1802, var en svensk friherre general och landshövding.
Axel Löwen militära bana inkluderade att vara överstelöjtnant 1763 vid Jämtlands regemente och Upplands regemente samt överste för Österbottens regemente 29 april 1772.  
Han utsågs till landshövding och överkommendant i Kristianstads län 4 mars 1773. Han avgick från den tjänsten 21 maj 1776 och utsågs samtidigt till generallöjtnant.
Han utsågs till riddare av Svärdsorden 28 april 1759. 
Han var gift med Christina Emsen (1754–1827) och hade med henne två söner.